# Gagrella tinjurae
Gagrella tinjurae is een hooiwagen uit de familie Sclerosomatidae.